# Rejon dankowski
Rejon dankowski (ros. Данковский район) – jednostka administracyjna w Rosji, w północnej części obwodu lipieckiego.
Centrum administracyjnym rejonu jest miasto Dankow.

## Geografia
Powierzchnia rejonu wynosi 1894,85 km².
Graniczy z obwodem tulskim i obwodem riazańskim, oraz rejonami lebiediańskim i czapłygińskim obwodu lipieckiego.
Główne rzeki rejonu: Don, Wiazowka.

## Demografia
W 2006 roku rejon liczył 38 300 mieszkańców, z czego 22 000 mieszkało w warunkach miejskich. Ogółem w rejonie znajduje się 147 miejscowości.

## Podział administracyjny
W skład rejonu wchodzą 23 osiedla, w tym 1 miejskie (Dankow) i 22 wiejskie. Są to osiedla:
- awdułowskie
- bałowniewskie
- baratińskie
- bierozowskie
- bigildińskie
- woskresieńskie
- dołgowskie
- iwanowskie
- kudrawszczyńskie
- malinkowskie
- nowonikolskie
- odojewskie
- oktiabrskie
- pierechwalskie
- płachowskie
- polibińskie
  - Polibino
- spieszniewo-iwanowskie
- telepniowskie
- tiepłowskie
- trebuńskie
- chruszczowskie
- jagodnowskie

## Miejscowości
Bierozowka, Polibino, Dubki, Katarajewo, Chitrowo, Streszniewo, Osinowskie Prudki, Aleksandrowka.

## Zabytki

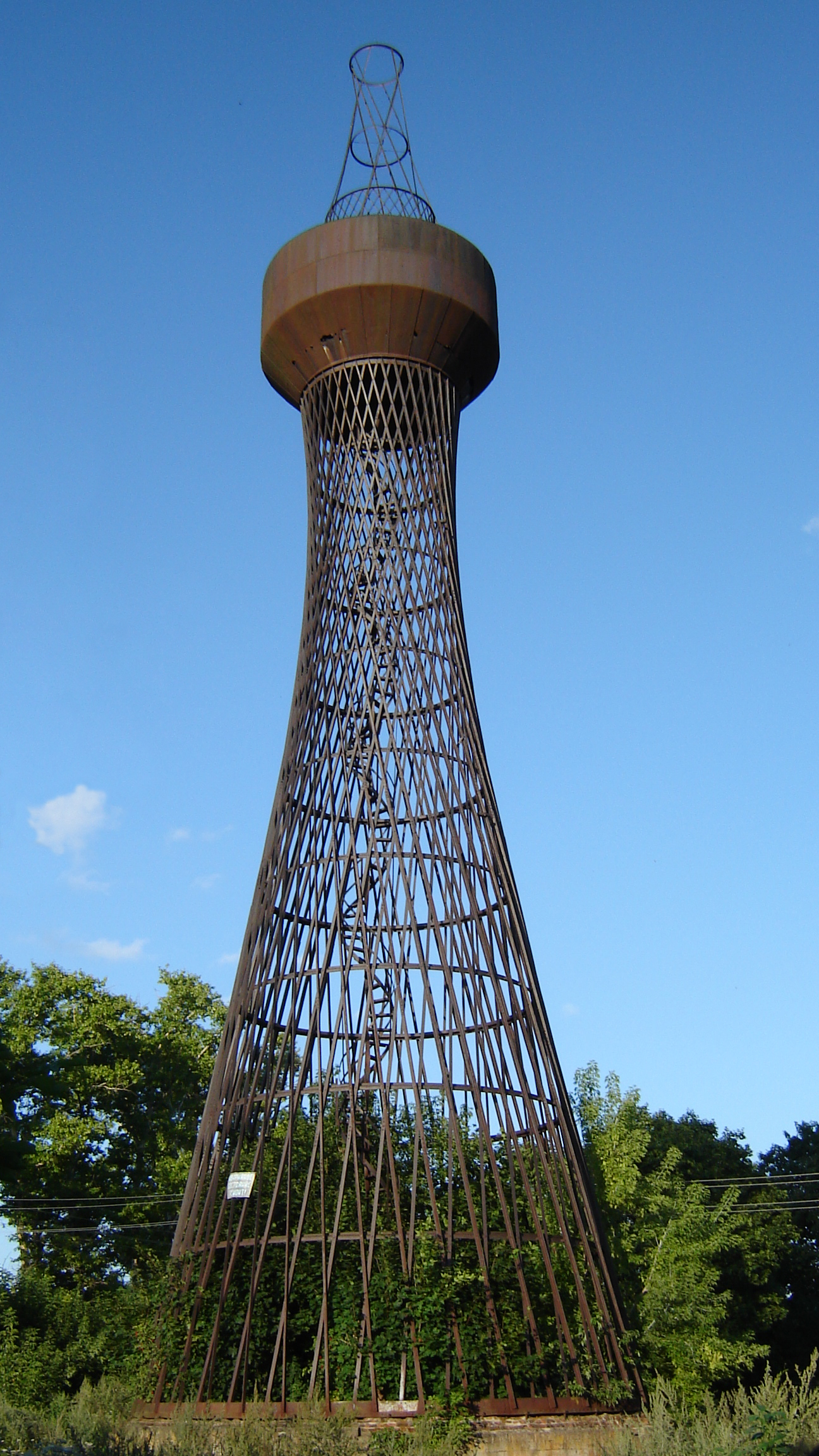
Pierwsza na świecie wieża hiperboliczna w miejscowości Polibino

- Zespół pałacowy Nieczajewów-Malcowów z końca XVIII wieku we wsi Polibino. Do czasów rewolucji w zespole mieściło się Muzeum bitwy na Kulikowym Polu.
- Wieża hiperboliczna we wsi Polibino.
- Sobór w Dankowie.
- Cerkiew pod wezwaniem św. Włodzimierza we wsi Bałowniewo